# Tony Hiller
Anthony Toby Hiller, detto Tony (Bethnal Green, 30 luglio 1927 – 26 agosto 2018), è stato un produttore discografico e cantautore britannico.

## Carriera
È noto soprattutto come autore e/o produttore del gruppo britannico Brotherhood of Man, per il quale ha scritto e/o prodotto numerosi brani tra cui United We Stand (1970), Save Your Kisses for Me (1976), Angelo (1977) e Figaro (1978). Numerosi artisti hanno registrato sue canzoni; tra questi Elton John, Olivia Newton-John, Andy Williams, Ray Stevens, The Miracles, The Hollies, Sonny & Cher, The Osmonds, Glen Campbell, Crystal Gayle, Anne Murray e Ed Bruce.
Ha vinto tre Ivor Novello Awards e un Gold Badge Award per il suo contributo all'industria musicale britannica.